# 圣莱奥
圣莱奥（義大利語：San Leo），是意大利里米尼省的一个市镇。总面积53.32平方公里，人口3034人，人口密度56.9人/平方公里（2009年）。ISTAT代码为099025。